# Göppingen Gö 3
Göppingen Gö 3 Minimoa là một loại tàu lượn sản xuất tại Đức. Do Martin Schempp và Wolf Hirth thiết kế. Bay lần đầu năm 1935.

## Tính năng kỹ chiến thuật (Gö 3)

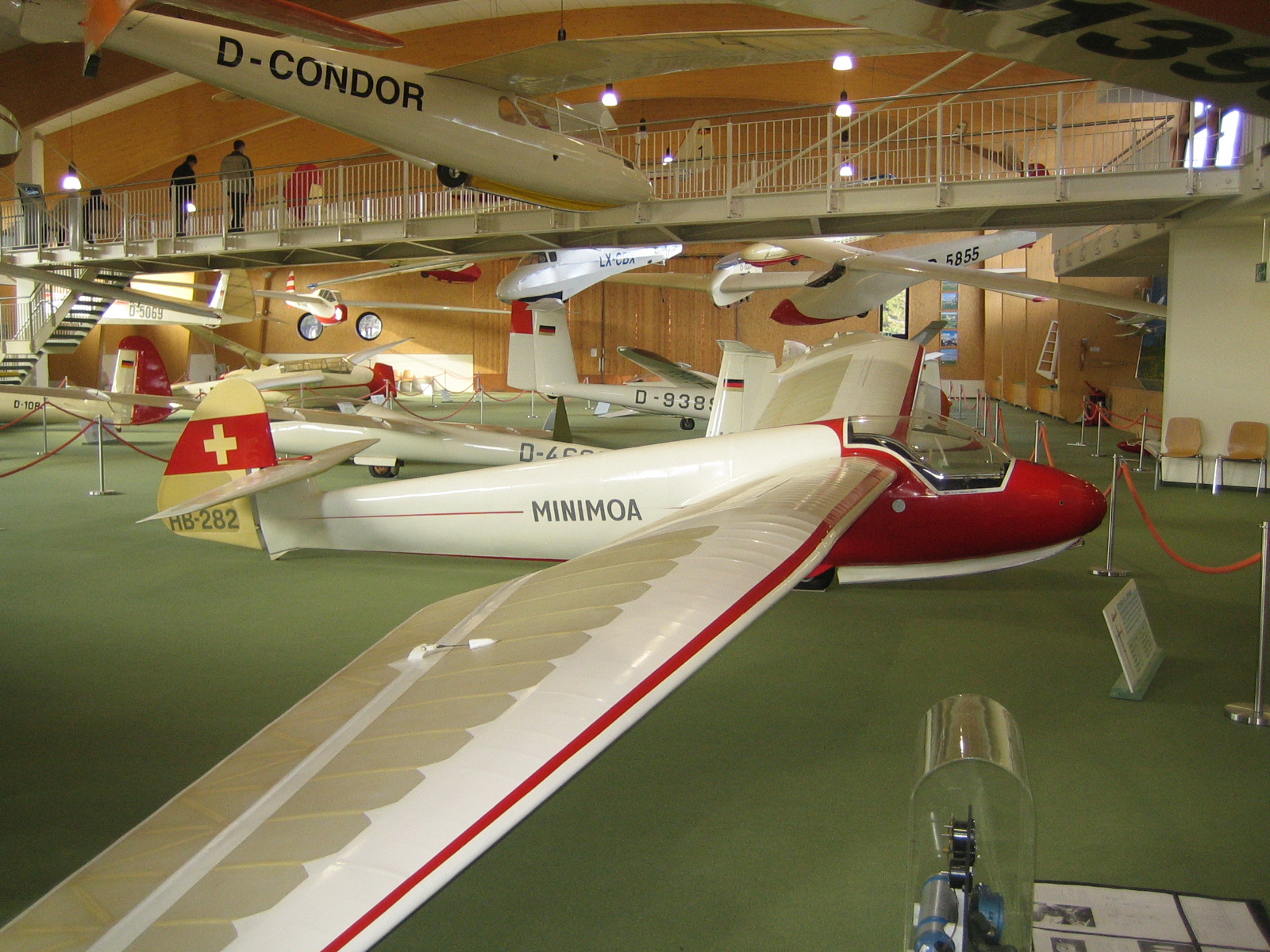
Göppingen Gö 3 Minimoa, trưng bày tại Deutsches Segelflugmuseum

Đặc tính tổng quan
- Kíp lái: 1
- Chiều dài: 7 m (23 ft 0 in)
- Sải cánh: 17 m (55 ft 9 in)
- Diện tích cánh: 19,05 m2 (205,1 foot vuông)
- Tỉ số mặt cắt: 16:1
- Kết cấu dạng cánh: Göttingen 681 - root, Göttingen 693 - tip
- Trọng lượng rỗng: 245 kg (540 lb)
- Trọng lượng cất cánh tối đa: 350 kg (772 lb)

Hiệu suất bay
- Tốc độ không vượt quá: 219 km/h (136 mph; 118 kn)
- Hệ số bay lướt dài cực đại: 28:1 ở vận tốc 72 km/h (45 mph)
- Vận tốc xuống: 0,61 m/s (120 ft/min) ở vận tốc 60 km/h (37 mph)
- Tải trên cánh: 18,37 kg/m2 (3,76 lb/foot vuông)